# Mud (banda)
Mud es una banda de glam rock formada en 1966 en Londres, Inglaterra. Es considerada como una de las agrupaciones británicas más sobresalientes de su género en la década de los 70. 
Lograron éxito gracias a los sencillos "Tiger Feet", "The Cat Crept In", "Crazy", "Lonely This Christmas", "Rocket" y "Dyna-mite".

## Integrantes

### Formación actual
- Syd Twynham - vocal, guitarra
- Phil Wilson - batería
- Chris Savage - teclados
- Marc Michalski - bajo

### Exintegrantes
- Les Gray - vocalista
- Rob Davis - guitarra
- Ray Stiles - bajo
- Dave Mount - batería
- Andy Ball - teclados
- Margo Buchanan - vocal de apoyo
- Stuart Amesbury - guitarra
- Cherie Beck - vocal de apoyo
- Dale Fry - bajo
- Rob John - batería
- Nick Richie - guitarra
- Tim Fish - guitarra
- Mark Hatwood - batería
- Kevin Fairburn - bajo
- John Berry - bajo
- Wole Rother - batería

## Discografía

### Álbumes de estudio
- 1974: "Mud Rock"
- 1975: "Mud Rock Vol. II"
- 1975: "Use Your Imagination"
- 1976: "It's Better Than Working!"
- 1978: "Rock On"
- 1979: "As You Like It"
- 1982: "Mud Featuring Les Gray"

### Compilaciones
- 1975: "Mud's Greatest Hits"
- 1990: "Let's Have a Party: The Best of Mud"